# Ostrycharze
Ostrycharze – wieś w Polsce położona w województwie łódzkim, w powiecie wieruszowskim, w gminie Lututów.
W latach 1975–1998 miejscowość administracyjnie należała do województwa sieradzkiego.